# Burg Grüningen (Pohlheim)

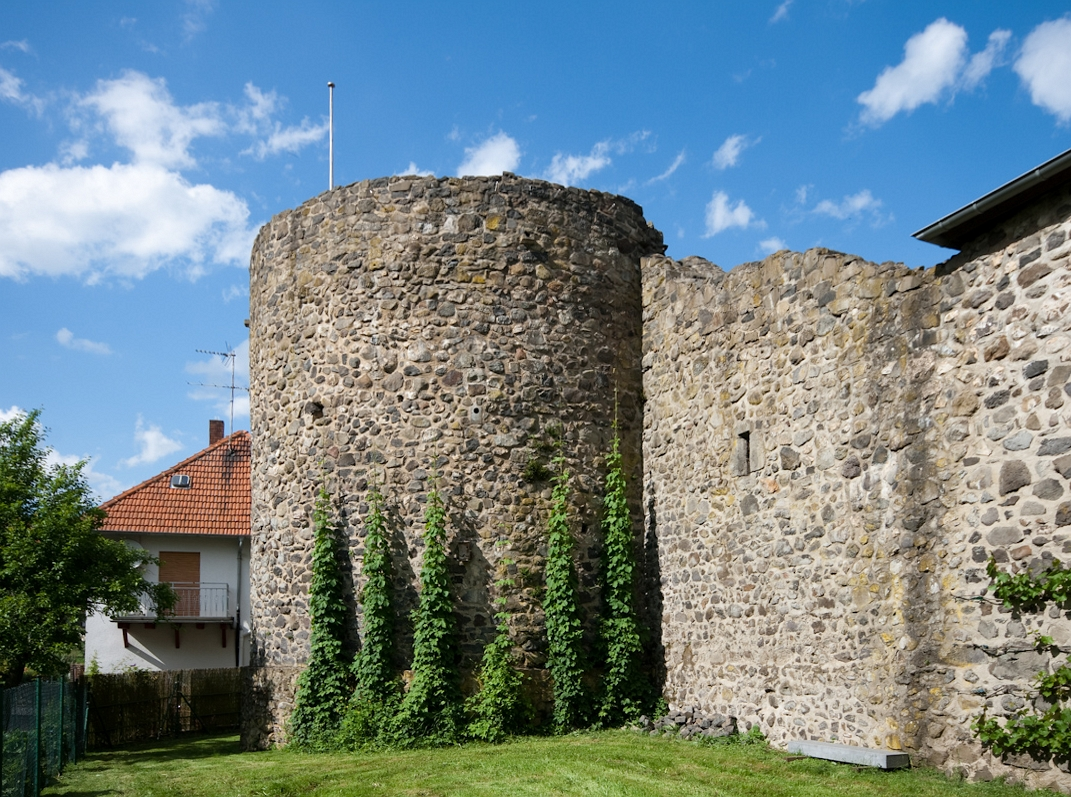
Der Turmstumpf des Rundturms im Nordwesten

Die Burg Grüningen, auch Schloss Grüningen genannt, ist die Ruine einer Wasserburg im westlichen Teil des Ortsteils Grüningen der Stadt Pohlheim im Landkreis Gießen in Hessen.

## Geschichte
Die Burganlage wurde wahrscheinlich im 12. bis 13. Jahrhundert als Wasserburg erbaut. Eine Kirchenurkunde vom 8. November 1309 zur Abtrennung der Filiale Holzheim von der Mutterkirche Grüningen nennt Philipp den Jüngeren von Münzenberg als Burgbesitzer und Centgraf Orto als Verwalter, vermutlichen Burgmann und Bewohner der Burg.
Ob das 1394 urkundlich bezeugte „schloß Gruningen“ mit der Grüninger Burg identisch ist, ist nicht gesichert. Um 1400 stellt Philipp VII. von Falkenstein-Münzenberg einen Freiheitsbrief aus und erwähnt darin „Schloß Grüninges“.
Die Burg besaß einen quadratischen Grundriss und gehörte später Graf Gottfried VIII. von Eppstein, der sie in der ersten Hälfte des 15. Jahrhunderts wohl an Stelle einer älteren Anlage neu oder ausbauen ließ. Die erste gesicherte Erwähnung erfolgt im Jahr 1459, als Werner von Eppenstein die Hälfte der Burg und Grüningens an Graf Bernhard von Solms-Braunfels verkauft haben soll. Eine weitere indirekte Nennung erfolgte 1503 durch  Eberhard IV. von Eppstein, der einen Burgfrieden zu Grüningen verspricht.
Bereits vor dem Dreißigjährigen Krieg verfiel die Burg. Brandspuren sind nicht nachgewiesen. In einer Abrechnung von 1603 heißt es: „desgleichen die verfallene Burgk mitt Irem Bezirgk ingeneinander abtheillen“. 1679 erneuert Wilhelm Moritz Graf zu Solms-Greifenstein (1651–1724) den Freiheitsbrief für seine Burgmannen und Bürger in Grüningen.

## Anlage

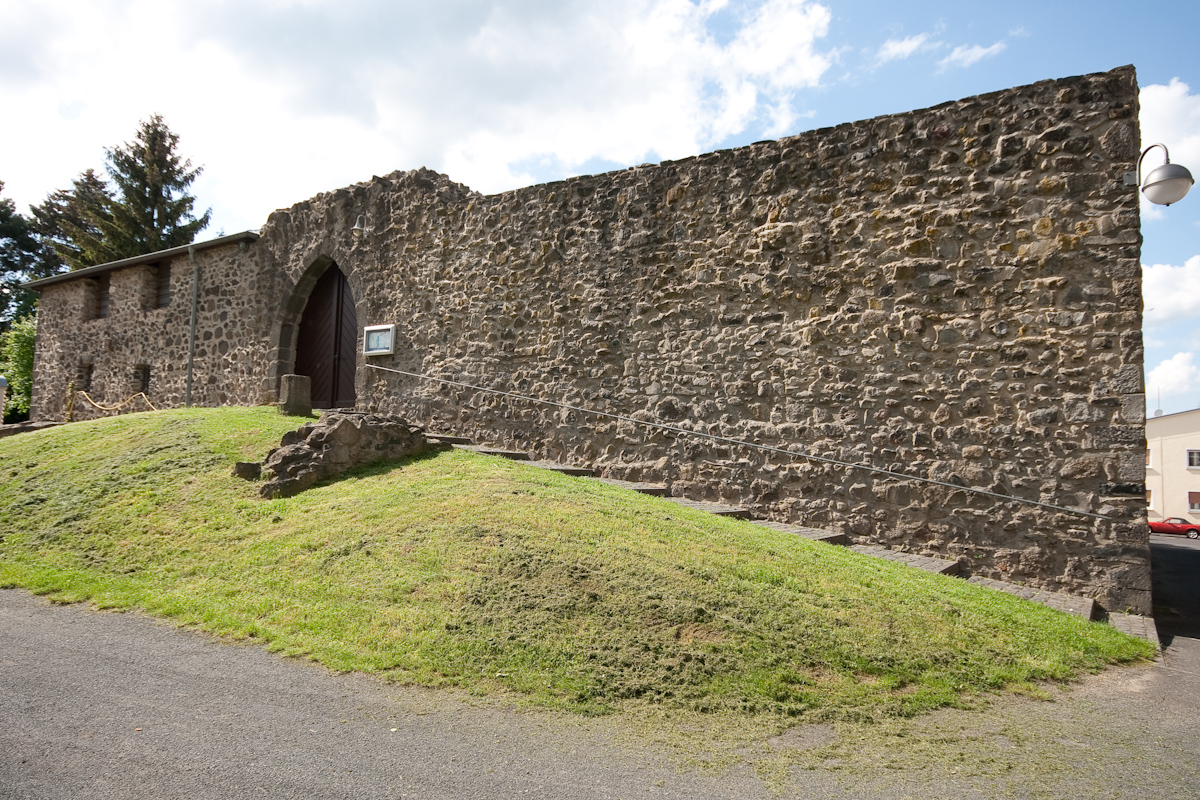
Südostecke mit Blick zum Eingang, links die Fenster des in die Wehrmauer integrierten Gebäudes

Die quadratische Wasserburg mit einer Seitenlänge von etwa 28 Metern war in die Stadtmauer integriert, die einer noch älteren Dorfbefestigung nachfolgte. Der Stumpf eines Rundturmes mit einem Durchmesser von etwa 9,5 Meter und etwa 0,80 Meter Mauerstärke ist noch an der Nordwest-Ecke zu erkennen. Restauriert, wird er heute als Aussichtsplattform genutzt.
Ein Hausrest mit wiederaufgebautem Fachwerkgeschoss, wohl der ehemalige Palas, ist überdacht und restauriert. Er geht an der südlichen Ecke direkt in der Wehrmauer auf und besitzt zwei Gewölbekeller. Nördlich sind die Kellerfundamente eines weiteren Hauses sichtbar, im Nordosten Reste eines Brunnens. Die umgebende Wehrmauer der Burg besitzt eine durchgehende Stärke von zwei Metern.

## Heutige Nutzung
Am 3. Juni 1983 begann die Restaurierung der Ruine durch Heimatverein Grüningen e. V. In über 25 Jahren Arbeit wurde die damals marode Burg wiederhergerichtet, was mit dem Hessischen Ehrenamtspreis am 1. November 2008 gewürdigt wurde. Die Burg wird heute für Burgfeste und andere Veranstaltungen benutzt und hat sich zum Kleinod des Ortes gemausert.